# Fabiola Areces Berazaín
Dra. Prof. Fabiola Areces Berazaín ( n. 1975) es una botánica, y orquideóloga cubana. En 1998, obtuvo su licenciatura en Ciencias Biológicas, en la Universidad de La Habana, y en 2002 un M.Sc. en Botánica y Sistemática de Plantas Superiores. En 2016 obtuvo su doctorado en Ciencias Biológicas en la Universidad de Puerto Rico en Río Piedras en sistemática y filogenética de plantas del grupo Thespesia dentro de la familia Malvaceae.   Ha realizado expediciones botánicas alrededor de la isla de Cuba.
Desde 2000, desarrolla actividades académicas en el Jardín Botánico Nacional de Cuba, en La Habana. Realiza estudios taxonómicos en Malváceas de Cuba; y estudios florísticos; fue curadora de la colección al aire libre de plantas amenazadas del Jardín Botánico Nacional; y también actuó como administradora y manejo de la base de datos del herbario (HAJB).
Durante su tiempo en Puerto Rico lideró el desarrollo de la base de datos, Flora Virtual de la Estación Biológica El Verde . Esta figura entre las bases de datos más completas e importantes para la flora de la isla.

## Algunas publicaciones
- fabiola Areces Berazaín, james d Ackerman. 2016. Phylogenetics, delimitation and historical biogeography of the pantropical tree genus Thespesia (Malvaceae, Gossypieae). Botanical Journal of the Linnean Society 181 (2) : 171-198

- fabiola Areces Berazaín. 2006. New Records of Malvaceae from Cuba. Willdenowia 36 ( 2 ) : 881-884 en línea (enlace roto disponible en Internet Archive; véase el historial, la primera versión y la última).

- j.c. Lazcano-Lara, fabiola Areces Berazaín. 2005. Descubrimiento de Aralia rex (Araliaceae) en el Parque nacional Viñales. Revista del Jardín Botánico Nacional, Universidad de La Habana 25-26: 141-144

- alexander Krings, fabiola Areces Berazaín, julio c. Lazcano Lara. 2005. New and Rediscovered Milkweeds from Cuba: Calotropis gigantea and Gonolobus stephanotrichus (Apocynaceae: Asclepiadoideae). Willdenowia 35 ( 2 ): 315-318

- luis r. González-Torres, Jesús Matos, alejandro Palmarola, alberto Torres, arlen Izquierdo, fabiola Areces, alicia Rodríguez.2004. Conservación de Melocactus actinacanthus. Ciencia : 59-61

- fabiola Areces Berazaín, hajb Dietrich. 1992. Species grows in extreme dry calcareous rocky thickets, probably endemic. Acta botanica Hungarica 37 : 52-59

- -------------------. 1978. Vegetación. En Atlas de Cuba, Instituto Cubano de Geodesia y Cartografía, La Habana, pp. 38-39.

## Libros
- fabiola Areces Berazaín, paul a. Fryxell. 2007. Fascículo 13 Malvaceae. En Flora de la República de Cuba: Plantas vasculares, Volumen 13. 272 pp. ISBN 3906166597

## Honores
Miembro de
- Sociedad Cubana de Botánica
- “Cuba Plant Specialist Group”, Species Survival Commission, World Conservation Union

- La abreviatura «F.Areces» se emplea para indicar a Fabiola Areces Berazaín como autoridad en la descripción y clasificación científica de los vegetales.[5]